# Računanje
Računanje ili komputacija je općenit naziv za obradu informacije koja se može matematički predstaviti. Ovo uključuje fenomene u opsegu od jednostavnih kalkulacija pa sve do ljudskog razmišljanja. U užem smislu, računanje je proces koji slijedi dobro definiran model koji je shvaćen i koji može biti izražen kao algoritam, protokol, mrežna topologija itd.

### Klase računanja
Računanje se može klasificirati po barem tri ortogonalna kriterija: digitalno u odnosu na analogno, sekvencijalno u odnosu na paralelno, batch u odnosu na interaktivno.
U praksi, digitalno je računanje često korišteno za simulaciju prirodnih procesa (na primjer, evolucijsko računanje), uključujući one koji se prirodnije mogu opisati analognim modelima računanja (na primjer, umjetna neuralna mreža). U ovoj situaciji, važno je razlikovati između mehanizma računanja i simuliranog modela.

### Računanje kao fizički fenomen
Računanje se fenomenološki može shvatiti kao fenomen čisto fizičke prirode koji se odvija unutar zatvorenog fizikalnog sustava zvanog računalo. Primjeri takvih fizikalnih sustava su digitalno računalo, kvantno računalo, DNA računalo, molekularno računalo, analogno računalo te wetware računalo. Ovo je gledište prihvatila jedna grana teoretske fizike zvana fizika računanja.
Još drastičnije gledište je postulat digitalne fizike, da je evolucija samog univerzuma računanje.

### Matematički modeli računanja
U 
teoriji računanja, matematički modeli računala su definirani. Računanje je evolucija nad diskretnim vremenskim dobima ovoga modela.
Tipični matematički modeli računala su sljedeći:
- Turingov stroj
- Potisni automat
- Konačni automat

Različiti matematički modeli računala mogu biti klasificirani po ekspresivnoj moći, vidjeti Chomskyjevu hijerarhiju.

## Povijest
Riječ komputacija (računanje) ima arhaično značenje (od svojih latinskih etimoloških korijena), ali se vratila natrag u uporabu cvjetanjem nove znanstvene discipline: računarstva.